# Willeysthenelais horsti
Willeysthenelais horsti är en ringmaskart som beskrevs av Pettibone 1971. Willeysthenelais horsti ingår i släktet Willeysthenelais och familjen Sigalionidae. Inga underarter finns listade i Catalogue of Life.